# Flight Unlimited II
Flight Unlimited II — компьютерная игра в жанре авиационного симулятора, разработанная Looking Glass Studios и изданная Eidos Interactive. Выпуск состоялся 12 декабря 1997 года для PC-совместимых компьютеров на операционной системе Windows 95. Игрок управляет одним из пяти самолётов в воздушном пространстве области залива Сан-Франциско совместно с другими 600 самолётами, управляемыми искусственным интеллектом управлением воздушным движением в режиме реального времени. Игра избегает фигур высшего пилотажа своей предшественницы, Flight Unlimited, в пользу авиации гражданского назначения. Таким образом командой были разработаны новый код и игровой движок, первый из которых был создан потому, что программист по вычислительной гидродинамике, Симус Блэкли, покинул компанию.
Команда стремилась создать захватывающий игровой мир, чтобы начать конкурировать с серией Microsoft Flight Simulator. Flight Unlimited II была продана достаточно хорошо, чтобы покрыть затраты на разработку. Критики похвалили графику игры и моделируемое воздушное пространство, а некоторые хвалили игровую физику. Тем не менее, некоторые считают, что игра уступает Microsoft Flight Simulator 98. После завершения разработки Flight Unlimited II команда поделилась на две части, чтобы работать над Flight Unlimited III и Flight Combat (позже переименованной в Jane's Attack Squadron) одновременно. Оба проекта стали проблемными, и они способствовали закрытию Looking Glass Studios в мае 2000 года.

## Геймплей
Flight Unlimited II — компьютерная игра в жанре авиационного симулятора. Игра представляет игроку моделирование пилотирования реальными самолётами. Игроки могут управлять Piper PA-28R-200, De Havilland Canada DHC-2 Beaver, Beechcraft Baron 58, North American P-51D Mustang и Cessna 172.